# Vražedné pobřeží
Vražedné pobřeží (v anglickém originále Tropical Heat) je kanadský televizní seriál natočený ve spolupráci s Mexikem a Izraelem v letech 1991–1993.
Hlavní postavami seriálu jsou dva detektivové – bývalý důstojník policie Nick Slaughter a bývalá turistická vedoucí Silvia Girard. Tato dvojice řeší různé kriminální případy. Celý seriál má 66 epizod. Díly první série byly natáčeny v Puerto Vallarta (Mexiko), další v Eilatu (Izrael) a zbytek v Pretorii (JAR) a některé záběry jsou z ostrova Mauricius. Herec hlavní role Rob Stewart potkal při natáčení první řady svoji manželku a dnes žije na území Kalifornie.
V seriálu byla použita jako úvodní píseň „Anyway the Wind Blows“, která se stala hitem.
V Česku byl seriál premiérově vysílán od 7. prosince 1994 do 3. dubna 1995 na TV Nova.

## Obsazení
- Rob Stewart – Nick Slaughter
- Carolyn Dunn – Silvie Girard
- John David Bland – Ian Stewart (1991–92)
- Ian Tracey – Spider Garvin (1992–93)
- Eugene Clark – Ollie Porter (1991)
- Pedro Armendáriz Jr. – Lt. Carillo (1991–92)
- Ari Sorko-Ram – Sgt. Gregory (1992–93)
- Allen Nashman – Rollie (1992–93)
- Graeme Campbell – Rupert
- Tun-Tun – sám sebe

## Seznam dílů
| Řada | Díly | Premiéra v USA | Premiéra v USA | Premiéra v ČR     | Premiéra v ČR     |
| Řada | Díly | První díl      | Poslední díl   | První díl         | Poslední díl      |
| ---- | ---- | -------------- | -------------- | ----------------- | ----------------- |
| 1    | 9    | 8. dubna 1991  | 3. června 1991 | 7. prosince 1994  | 21. prosince 1994 |
| 2    | 21   | 9. září 1991   | 1. června 1992 | 22. prosince 1994 | 26. ledna 1995    |
| 3    | 36   | 14. září 1992  | 18. října 1993 | 30. ledna 1995    | 3. dubna 1995     |